# 熱釋電性

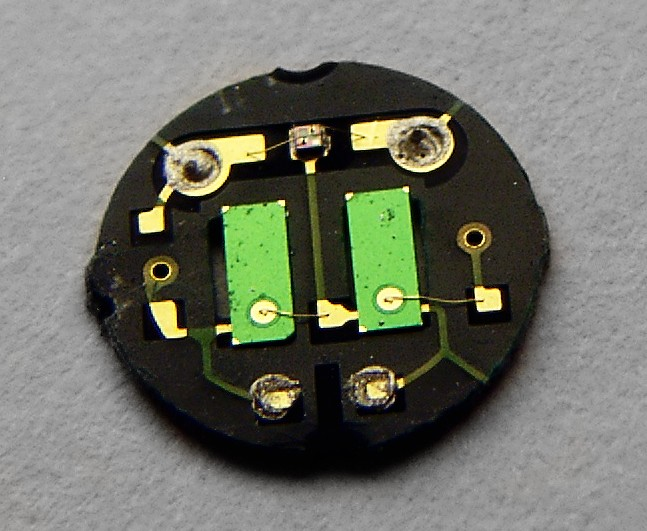
熱釋電傳感器

熱釋電性（英語：Pyroelectricity）是某些晶体的特性，这些晶体自然极化，因此包含大电场。 热释电可以描述为某些材料在加热或冷却时产生临时电压的能力。温度的变化稍微改变了晶体结构中原子的位置，使得电极化的材料变化。这种极化变化会在晶体两端产生电压。如果温度保持恒定在其新值，热释电电压会由于电流泄漏而逐渐消失。泄漏可能是由于电子在晶体中移动、离子在空气中移动或电流通过连接在晶体上的电压表泄漏。